# Neogonodactylus
Neogonodactylus es un género de camarones mantis. El género fue descrito por primera vez en 1995 por Raymond Manning. Las especies de Neogonodactylus son bien conocidas por tener sofisticados sistemas visuales que les permiten detectar la luz ultravioleta; Esta habilidad es esencial para sus estrategias de comunicación y búsqueda de alimento en sus entornos dinámicos de arrecifes de coral. (Visión ultravioleta en larvas de Neogonodactylus oerstedii, s.f.). Neogonodactylus oerstedii, el camarón mantis, se dirige a la madriguera a través de una combinación de integración de caminos y reconocimiento de puntos de referencia. La integración de la ruta garantiza un regreso directo a la madriguera al medir la distancia recorrida, pero es propensa a errores acumulativos que el camarón cancela a través de puntos de referencia visuales. En caso de que las señales entren en conflicto, N. oerstedii puede cambiar los sistemas de navegación, pero el mecanismo de decisión no está claro.

## Especies
Contiene las siguenties especies:
- Neogonodactylus albicinctus (Manning & Reaka, 1979)
- Neogonodactylus austrinus (Manning, 1969)
- Neogonodactylus bahiahondensis (Schmitt, 1940)
- Neogonodactylus bredini (Manning, 1969)
- Neogonodactylus campi Manning, 1997
- Neogonodactylus caribbaeus (Schotte & Manning, 1993)
- Neogonodactylus costaricensis (Manning & Reaka, 1979)
- Neogonodactylus curacaoensis (Schmitt, 1924)
- Neogonodactylus festae (Nobili, 1901)
- Neogonodactylus lacunatus (Manning, 1966)
- Neogonodactylus lalibertadensis (Schmitt, 1940)
- Neogonodactylus lightbourni (Manning & Hart, 1981)
- Neogonodactylus minutus (Manning, 1969)
- Neogonodactylus moraisi (Fausto-Filho & Lemos de Castro, 1973)
- Neogonodactylus oerstedii (Hansen, 1895)
- Neogonodactylus petilus (Manning, 1970)
- Neogonodactylus pumilus (Manning, 1970)
- Neogonodactylus spinulosus (Schmitt, 1924)
- Neogonodactylus stanschi (Schmitt, 1940)
- Neogonodactylus torus (Manning, 1969)
- Neogonodactylus wennerae Manning & Heard, 1997
- Neogonodactylus zacae (Manning, 1972)